# 汉正街道
汉正街道，是中华人民共和国湖北省武汉市硚口区下辖的一个乡镇级行政单位。

## 行政区划
汉正街道下辖以下地区：
石码社区、五彩社区、板厂社区、紫阳社区、永宁社区、宝庆社区、艺和社区、红燕社区、利济社区、存仁社区、万安社区、竹牌社区、小新社区、共和社区、燕山社区、三曙社区、旌德社区、安善社区、永茂社区、永庆社区、新安社区、延寿社区、多福社区、全新社区、药王社区和大新社区。